# 德韋茨多普
德韋茨多普是南非的城鎮，位於該國東部，由自由邦省負責管轄，距離布隆方丹68公里，始建於1880年，面積3.31平方公里，2001年人口930，人口密度每平方公里280人。